# شهرستان بخارا
ناحیهٔ بخارا (به ازبکی: Buxoro tumani، بوخارا تومنی) یک ناحیه (شهرستان) در ازبکستان است که در استان بخارا واقع شده‌است. ناحیه بخارا ۱۰۸٬۴۰۰ نفر جمعیت دارد. این ناحیه شامل روستاها و شهرکهای حومه شهر بخارا می‌باشد.